# Sozioökonomie
Sozioökonomie beschäftigt sich mit dem wirtschaftlichen Handeln in seinem sozialen Zusammenhang und mit der jeweiligen Beziehung zu anderen gesellschaftlichen, politischen, demographischen, ökologischen und räumlichen Prozessen. Sie ist eine relativ neue Sozial- und Wirtschaftswissenschaft, aber keine hochspezialisierte Einzeldisziplin, sondern vielmehr eine gemeinsame Perspektive mehrerer Disziplinen, die in Forschung und Lehre kooperieren, um die soziale, ökonomische, politische Wirklichkeit besser verstehen, beschreiben und erklären zu können. Die Sozioökonomie ist sowohl ein Forschungsprogramm als auch eine mittlerweile an einigen wenigen Universitäten verankerte Studienrichtung. Als disziplinübergreifende Perspektive und interdisziplinäres Studienfach greift sie dabei auf Theorien und Methoden aus mehreren akademischen Fächern zurück u. a. auf die Wirtschaftswissenschaften, die Soziologie, die Geschichtswissenschaften, die Wirtschafts- und Sozialgeographie, die Politikwissenschaften u. a. m. Eine besondere Rolle kommt dabei der Betrachtung eines Systems als sozioökonomisches System zu.

## Merkmale
Es gibt gegenwärtig keinen Konsens darüber, was die Sozioökonomie genau auszeichnet, obwohl dieser Begriff seit etwa 20 Jahren in Benutzung ist. Der für ihre Entwicklung am häufigsten genannte Amitai Etzioni versteht die Sozioökonomie als eine moralisch, sozial-ethische korrigierte Ökonomie. Andere plädieren für die Perspektive einer „Sozialwissenschaft der Wirtschaft“ oder betonen die Notwendigkeit des Einbezugs einer reflexiven historischen Perspektive ebenso wie jene, dass die Sozial- und Wirtschaftswissenschaften sich auf inhaltlicher wie methodologischer Ebene wechselseitig aufeinander einlassen müssen.
An einigen Beispielen soll die Bandbreite divergierenden Verständnisse verdeutlicht werden:
Zentral für Amitai Etzionis Programm ist das I&We-Paradigma, dem zufolge der Mensch in seinem Handeln einerseits seinem Eigeninteresse, andererseits aber ebenso seinen Werten und Normen folgt und deshalb nicht als rein rational handelndes Individuum verstanden werden kann. „Die Sozioökonomie gilt Etzioni als Wirtschaftswissenschaft, die nach Lösungen für ökonomische Probleme suchen soll. Die Kennzeichnung `Socio-´steht für Sozialwissenschaften, soweit sie sich den Beziehungen von Gesellschaft und Wirtschaft widmen (…). Etzionis Sozioökonomie soll sowohl eine Alternative zur neoklassischen Ökonomie als auch zur Soziologie, die er weitgehend mit dem Funktionalismus identifiziert, sein.“
Die von Etzioni gegründete „Society for the Advancement of Socio-Economics“ (SASE) geht von einem Verständnis der Sozioökonomie als Meta-Disziplin aus, die kein in sich geschlossenes System darstellt, sondern vielmehr in Gesellschaft, Politik und Kultur eingebettet ist. Die in ihr vertretenen Disziplinen sind Ökonomie, Soziologie, Politikwissenschaft, Management, Psychologie, Rechtswissenschaft, Geschichte und Philosophie.
„Charakteristisch für die Sozioökonomie ist der umfassende Anspruch, Wirtschaften und wirtschaftliches Handeln „realistischer“ und damit umfassender beschreiben und erklären zu können, als dies die Standardökonomik bzw. neoklassische Ansätze tun. Dahinter steht ein komplexes Verständnis der Aufgaben und der Methodologie einer modernen Sozialwissenschaft, von der die Wirtschaftswissenschaft ein Teil ist (vgl. Weber und Schumpeter).“
„Die Erforschung der Voraussetzungen und der Folgen der Wirtschaft sowie ihrer Veränderungsprozesse sind wichtige Perspektiven für eine sozioökonomische Betrachtung. Wie schon Weber aufzeigte, wird die Sozioökonomie nicht durch Objektbereiche, sondern durch die Problemstellung bestimmt.“
„Die Sozioökonomie verfolgt einen grundlegend interdisziplinären Ansatz, befasst sie sich doch mit der Wechselbeziehung zwischen dem Sozialen und Ökonomischen, menschlichem Verhalten und normativen Regulierungen, ungleicher Ressourcenverteilung, die ihrerseits in bestimmte Umweltbedingungen eingebettet sind.“
„Sozioökonomie ist ein sinnvolles und notwendiges Projekt, das mit methodischen und theoretischen sowie mit institutionellen Risiken verbunden ist. Aber es lohnt sich und kann dazu beitragen, den gegenwärtigen Zustand (d. h.: das weitgehend autistische Nebeneinander spezialisierter Fächer – Anm.) zu überwinden. Das wäre für die beteiligten Wissenschaften, aber auch für die Adressaten ihrer Erkenntnisse – für alle, die besser verstehen wollen, wie Ökonomie und Gesellschaft interferieren – ein wichtiger Schritt.“
Zusammenfassung
Wie diese wenigen Beispiele zeigen, lässt sich also gegenwärtig nicht von „einer“ Sozioökonomie sprechen. Während die einen von den Wirtschaftswissenschaften ausgehen oder sich an ihnen orientieren, so die anderen von und an den Sozialwissenschaften; während die einen vorwiegend an der problemorientierten, empirischen Forschung und Lehre interessiert sind, so suchen die anderen nach übergreifenden Begriffen und einem theoretischen Dach für die Sozioökonomie. Erschwert wird die trans-, inter- oder multidisziplinäre Suche dadurch, dass es – zumindest in den sozialwissenschaftlichen Disziplinen – keinen „Mainstream“ gibt, sondern vielmehr ein multiparadigmatisches Ensemble. Aber dies sollte nicht nur als Problem gesehen werden, sondern auch als Chance – nicht zuletzt für die Studierenden der Sozioökonomie. Der offene Rahmen verschafft ihnen „das Vorrecht, als eigenständige Akteure vorgehen zu können“ und gibt ihnen die Möglichkeit mit ihren Seminar- und Abschlussarbeiten ein Stück weit selbst zum Verständnis von Sozioökonomie beizutragen.

## Geschichte/Studiengänge

### Sozioökonomie als Studienfach
An den Hochschulen und Universitäten ist die Verankerung der Sozioökonomie als Studienfach nicht sehr verbreitet. An der Universität Augsburg wurde von 1971 bis 2000 ein Studiengang „Sozioökonomie“ mit dem Abschluss Diplom-Ökonom angeboten. Als Schwerpunkte aus dem sozialwissenschaftlichen Bereich konnten u. a. Ökonomische Psychologie, Personalwesen, Empirische Sozialforschung und Allgemeine Sozioökonomie gewählt werden. Im Zuge der Neuausrichtung der wirtschaftswissenschaftlichen Studiengänge wurde das sozioökonomische Institut aufgelöst, die Lehrstühle in das Institut für Betriebswirtschaftslehre bzw. in die philosophische Fakultät integriert. Der Studiengang Sozioökonomie lief im Jahre 2000 aus.
In Österreich wurde an der Wirtschaftsuniversität Wien (WUW) zwischen 2003 und 2009/2010 ein disziplinübergreifendes Diplomstudium Sozioökonomie eingerichtet, mit dem Ziel eine Alternative zum Studium Betriebswirtschaft, Volkswirtschaft und Wirtschaftspädagogik anzubieten. Die Lehrenden kamen aus den geistes-, formal- und sozialwissenschaftlichen sowie den wirtschaftswissenschaftlichen Fachbereichen. Seit dem Wintersemester 2006 gibt es die Möglichkeit, im Rahmen des Bachelor-Studiums der Wirtschafts- und Sozialwissenschaften (WISO) einen Studienzweig Volkswirtschaft und Sozioökonomie, mit den zwei jeweiligen Schwerpunktsetzungen zu wählen. Mit dem Wintersemester 2010 wurde auch mit einem „Masterprogramm Sozioökonomie“ begonnen, das nunmehr am interdisziplinären Department für Sozioökonomie (im selben Jahr eingerichtet) angesiedelt ist. Das Studium soll den Studierenden ein facettenreiches Wissen über die gesellschaftlichen und kulturellen Bedingungen wirtschaftlichen Handelns und die für Analysen konkreter Problemlagen erforderlichen theoretischen und methodischen Kompetenzen vermitteln. In der Schweiz wurde im Studienjahr 2008 an der Universität Genf ein Studium der „Socioéconomie“ geschaffen. Dieses ist ein Masterprogramm für alle Absolventen des Bachelorstudiums Gesellschaftswissenschaften sowie Internationale Beziehungen. Das Studium wird mit zwei Schwerpunktsetzungen angeboten maîtrise en socioéconomie und maîtrise en socioéconomie, orientation démographique. Sowohl der Wiener als auch der Genfer Masterstudiengang verzeichnen seitdem deutliche Zuwächse in den Studierendenzahlen.
An der Universität Duisburg-Essen gibt es seit dem Wintersemester 2019/20 den Studiengang Sozioökonomie. Der Studiengang legt einen inhaltlichen Fokus auf sozioökonomische Fragen und Problemstellungen von gesellschaftlicher und wirtschaftspolitischer Relevanz, beispielsweise Ökonomische Ungleichheit, Staatsaufgaben und Staatsverschuldung oder auch Wandel des Wohlfahrtsstaates. Ein besonderes Augenmerk liegt dabei auf sozialen, institutionellen und politischen Bedingungen und Kontexten ökonomischer Zusammenhänge und auf der anwendungsorientierten Methodenausbildung.

### Vergleichbare Studiengänge
Nicht als „Sozioökonomie“, aber mit ähnlicher Ausrichtung kann am Fachbereich Sozialökonomie der Universität Hamburg, als Nachfolger der Hamburger Universität für Wirtschaft und Politik (HWP) interdisziplinär Sozialökonomie (Betriebswirtschaftslehre, Volkswirtschaftslehre, Rechtswissenschaft und Soziologie) zu den Wechselwirkungen zwischen Gesellschaft, Wirtschaft und Politik studiert werden.
Die Wirtschafts- und Sozialwissenschaftliche Fakultät der Christian-Albrechts-Universität zu Kiel bietet seit dem Wintersemester 2015/16 einen Bachelorstudiengang in Sozio-Ökonomik an. Der Studiengang bietet eine nahezu vollständige Integration des Studiums der Volkswirtschaftslehre, der Soziologie und der Politikwissenschaft an, in dem alle wesentlichen traditionellen Komponenten von B.Sc.-Studiengängen in den drei Fachrichtungen vertreten und somit die Kernkompetenzen im wirtschafts- oder sozialwissenschaftlichen Bereich erhalten werden.
An der Johann Kepler Universität (JKU) in Linz gibt es sowohl einen Bachelor- als auch einen Masterstudiengang Sozialwirtschaft.
Am Fachbereich Wirtschaftswissenschaften der Universität Erlangen-Nürnberg (FAU) wird sowohl ein Bachelor- als auch ein Masterstudiengang „Sozialökonomik“ angeboten, der die Tradition des Nürnberger Diplomstudiums zum Diplom-Sozialwirt Univ. fortführt.
Ab dem Wintersemester 2016/17 gibt es an der Universität Siegen einen neuen Studiengang, „Plurale Ökonomik“, der „wirtschaftliche Phänomene mit einer Vielzahl unterschiedlicher Ansätze… diskutiert und untersucht“. Dazu „zeichnet [er] sich durch den Diskurs alternativer Denktraditionen aus“ und „zielt auf Studierende, die ihr eigenes ökonomisches Verständnis kritisch reflektieren und gewohnte Denkwege verlassen wollen.“ Durch seine kritische Auseinandersetzung mehrerer Fachbereiche -- unter anderem, Volks- und Betriebswirtschaftslehre, Ethik, Jura, Ökologie, Geschichte und Soziologie -- steht der Studiengang im Einklang mit einigen Leitwerten der Sozioökonomie, obwohl er namentlich mit Plurale Ökonomik in Verbindung steht. Wesentliches Kernelement dieser letzten Tradition ist eine kritische Auseinandersetzung mit dem neoklassischen Modell der Wirtschaftswissenschaften.

### Forschungsprogramm
Aufgrund der divergierenden Verständnisse von Sozioökonomie beziehen die unterschiedlichen Autoren sich auch auf verschiedene Forschungstraditionen, die mit Begriffen wie Sozioökonomik oder Sozialökonomie bezeichnet worden sind. Je nach Zugang werden als Vorläufer der Sozioökonomie Klassiker der Gesellschaftswissenschaften, der Wirtschaftswissenschaften sowie teilweise auch der historischen Wissenschaften genannt; jedenfalls aber Autoren, die in einer Zeit gewirkt haben, in der die Sozial- und Wirtschaftswissenschaften noch nicht gleichermaßen wie gegenwärtig als eigenständige, professionalisierte und hochspezialisierte Fächer ausdifferenziert waren und sich auch die Nationalökonomie noch als Gesellschaftslehre verstand.
Das Forschungsprogramm Sozioökonomie hat seinen Namen laut der Soziologin Andrea Maurer im Gabler Wirtschaftslexikon durch den älteren deutschen Begriff der „Socialökonomie“ (Weber 1985/1920; Schumpeter 1987) und wird heute auch als „Sozialökonomik“ oder „Sozialökonomie“ bezeichnet (Perridon und Granvogl 2000; vgl. zur Begriffsgeschichte ausführlich Oppolzer 1990). Nach diesem Eintrag von Maurer im Wirtschaftslexikon steht Sozioökonomie für ein Forschungsprogramm, welches wirtschaftliches Handeln sowie die Kerninstitutionen und Strukturen der modernen Wirtschaft nicht allein unter „ökonomischen“ Gesichtspunkten und unter ausschließlicher Berücksichtigung ökonomischer Faktoren erklären will. Das gemeinsame Anliegen von Sozioökonomen sei vielmehr, Wirtschaften bzw. wirtschaftliches Handeln in seiner gesellschaftlichen Bedingtheit zu verorten und daher das Wechselspiel von Wirtschaft und Gesellschaft in den Mittelpunkt zu rücken.
Die Notwendigkeit der Sozialökonomie wird nach dem Soziologen Alfred Oppolzer aus den verschiedenen Einzeldisziplinen heraus gefordert, beispielsweise aus der Betriebswirtschaftslehre (Reinhard Schultz, 1988), ebenso aus der Volkswirtschaftslehre (Günter Schmölders, 1973) und der Politischen Ökonomie (Werner Hofmann, 1969), aus der Soziologie (Max Weber, 1904) ebenso wie aus der Arbeitswissenschaft (Manfred Schweres, 1980; Alfred Oppolzer, 1989).

## Zitierte Literatur
- Gerda Bohmann, Johanna Hofbauer, Johann August Schülein (Hrsg.): Sozioökonomische Perspektiven. Texte zum Verhältnis von Gesellschaft und Ökonomie. facultas wuv, Wien 2014.
- Amitai Etzioni: The Moral Dimension. Toward a New Economics. The Free Press, New York 1988.
- Reinhold Hedtke: Was ist und wozu Sozioökonomie? In: Reinhold Hedtke (Hrsg.): Was ist und wozu Sozioökonomie. Springer VS, Wiesbaden 2015.
- Reinhold Hedtke: Sozioökonomische Bildung als Innovation durch Tradition. In: GW-Unterricht. 140, 2015, S. 18–38.
- Andrea Maurer: Sozioökonomie. In: Gabler Wirtschaftslexikon.
- Gertraude Mikl-Horke: Historische Soziologie – Sozioökonomie – Wirtschaftssoziologie. VS Verlag für Sozialwissenschaften, Wiesbaden 2011.
- Gertraude Mikl-Horke: Was ist Sozioökonomie? Von der Sozialökonomie der Klassiker zur Sozioökonomie der Gegenwart. In: Gertraude Mikl-Horke (Hrsg.): Sozioökonomie: Die Rückkehr der Wirtschaft in die Gesellschaft. Metropolis, Marburg 2011.
- Gertraude Mikl-Horke: Traditionen, Problemstellungen und Konstitutionsprobleme der Sozioökonomie. In: Reinhold Hedtke (Hrsg.): Was ist und wozu Sozioökonomie. Springer VS, Wiesbaden 2015, S. 95–123.
- Alfred Oppolzer: Sozialökonomie: Zu Gegenstand, Begriff und Geschichte. In: Sozialökonomische Beiträge. Zeitschrift für Wirtschaft, Politik und Gesellschaft. 1. Jg. Hamburg. 1/1990, S. 6–29.
- Michel Oris, Sylvie Burgnard: Ein Modell sozioökonomischer Studiengänge. In: Reinhold Hedtke (Hrsg.): Was ist und wozu Sozioökonomie. Springer VS, Wiesbaden 2015, S. 371–390.

## Weiterführende Literatur
- Gerda Bohmann, Johanna Hofbauer, Johann August Schülein (Hrsg.): Sozioökonomische Perspektiven. Texte zum Verhältnis von Gesellschaft und Ökonomie. facultas wuv, Wien 2014.
- Amitai Etzioni: The Moral Dimension. Toward a New Economics. The Free Press, New York 1988.
- Amitai Etzioni: Socio-economics. The next steps. In: Socio-economics. To-ward a new synthesis… 1990.
- Amitai Etzioni: Toward a new socio-economic paradigm. In: Socio-Economic Review. No. 1, 2003, S. 105–134.
- Andreas Fischer, Bettina Zurstrassen (Hrsg.): Sozioökonomische Bildung. bpb Schriftenreihe, Bonn 2014.
- Mark Galliker: Sozioökonomie und Psychotherapie. Austauschanalysen, Evaluationen, Perspektiven Pabst, Lengerich 2022.
- Heinz Granvogl, Louis Perridon: Sozioökonomie. Oldenbourg, München/Wien 2000.
- Reinhold Hedtke: Was ist und wozu Sozioökonomie? In: Reinhold Hedtke (Hrsg.): Was ist und wozu Sozioökonomie. Ein Buch zum Stand der Diskussion. Springer VS, Wiesbaden 2015, doi:10.1007/978-3-531-19853-8
- Simon N. Hellmich: What is Socioeconomics? An Overview of Theories, Methods, and Themes in the Field. In: Forum for Social Economics. 44 (1), 2015, S. 1–23, doi:10.1080/07360932.2014.999696
- Ernst Langthaler: Was heißt Sozialökonomie? Skriptum-1.pdf (Skriptum-1\374). Universität Wien, 2009 (Download des PDF).
- Gertraude Mikl-Horke: Historische Soziologie der Wirtschaft. Oldenbourg, München/Wien 1999.
- Gertraude Mikl-Horke: Sozialwissenschaftliche Perspektiven der Wirtschaft. Oldenbourg, München 2008.
- Gertraude Mikl-Horke: Historische Soziologie – Sozioökonomie – Wirt-schaftssoziologie. VS Verlag für Sozialwissenschaften, Wiesbaden 2011.
- Gertraude Mikl-Horke (Hrsg.): Sozioökonomie: Die Rückkehr der Wirtschaft in die Gesellschaft. Metropolis-Verlag, Marburg 2011.
- Karl Bachinger, Herbert Matis: Entwicklungsdimensionen des Kapitalismus: Klassische sozioökonomische Konzeptionen und Analysen. Böhlau, Wien/Stuttgart/Weimar 2009.